# Eumetazoa
Eumetazoa este un subregn ce cuprindea majoritatea animalelor actuale. Toate eumetazoarele posedă țesuturi bine diferențiate, sistem nervos propriu-zis, și individualitate pronunțată a indivizilor. Spre deosebire de parazoare, la eumetazoarele ectodermul este dispus la suprafața corpului și în timpul ontogenezei din el se formează pielea, sistemul nervos (care se aprofundează în interiorul corpului) și organele de simț, iar din endoderm se dezvoltă tubul digestiv și organele anexe (ficat, pancreas etc).
Eumetazoa cuprinde două subdiviziuni:
- Radiata - animale cu simetrie radiară
- Bilateria - animale cu simetrie bilaterală.